# کوآتی آمریکای جنوبی
کوآتی آمریکای جنوبی (نام علمی: Nasua nasua) نام یک گونه از سرده بینی‌خرس‌ها است.